# Etan Kohlberg

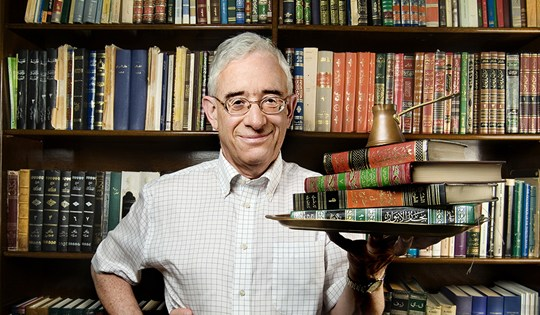
Etan Kohlberg

Etan Kohlberg (hebräisch איתן קולברג; * 1943 in Tel-Aviv) ist ein israelischer emeritierter Professor für arabische Sprache und Literatur an der Hebräischen Universität Jerusalem. Er ist einer der besten Kenner der Schia, insbesondere der Zwölfer-Schia, und der Sufi-Literatur.

## Leben
Etan Kohlberg ist Sohn eines Apothekers. In seiner Kindheit erlernte er Musiktheorie und das Klavierspiel. Seine Schulzeit verbrachte er in Tel Aviv und New York und begann als Jugendlicher das Arabischstudium. Ab 1963 studierte er Anglistik und Arabistik an der Hebräischen Universität Jerusalem, unter anderem bei Meir Jacob Kister, David Ayalon und Joshua Blau. Nach der Erlangung des ersten und des zweiten akademischen Grades (beide mit summa cum laude) promovierte er 1969–1971 an der Oxford University mit einer Dissertation über das Verhältnis der Zwölferschia zu den Gefährten Mohammeds. Von 1972 bis zu seiner Pensionierung 2006 war er Mitglied des Lehrkörpers, seit 1991 als ordentlicher Professor, am Departement für arabische Sprache und Literatur der Hebräischen Universität. Er erteilte Vorlesungen, Seminare und Kurse über Koranexegese, klassische schiitische Literatur, Sufi-Texte, islamische Märtyrer des Mittelalters sowie arabische Kalligrafie. 1978–1979 versah er einen Lehrauftrag an der Yale University und war zweimal wissenschaftlicher Mitarbeiter am Institute for Advanced Study in Princeton, New Jersey. 1993 wurde er zum Mitglied der Israelischen Akademie der Wissenschaften ernannt. Im Jahr 2008 wurde er mit dem Rothschild-Preis für Geisteswissenschaften und dem EMET-Preis für Orientalistik ausgezeichnet.
Etan Kohlberg ist mit der Violinistin Bat-Sheva Savaldi-Kohlberg verheiratet. Sein Sohn Yaron Kohlberg (* 1983) ist ein Pianist mit einer internationalen Karriere.

## Wissenschaftliche Arbeit
In seinen Büchern und Artikeln befasst sich Etan Kohlberg unter anderem mit dem Denken, der Geschichte und der religiösen Literatur der Zwölferschia und der Imamiten, mit Taqīya in der schiitischen Theologie und Religion. Er verfasste eine Monographie über den schiitischen Gelehrten Sa'id Ibn Tawus (1193–1266), der zur Zeit der Eroberung Bagdads durch den Mongolenherrscher Hülägü in der Hauptstadt der Abbasiden lebte. Mit dem iranisch-französischen Islamwissenschaftler und Schia-Experten Mohammad Ali Amir-Moezzi hat er unter dem Titel Revelation and Falsification („Offenbarung und Fälschung“) Anmerkungen zur Geschichte des Korantextes herausgegeben. Für die Encyclopædia Iranica und die Encyclopaedia of Islam hat er mehrere Artikel verfasst.

## Publikationen (englisch)
- The Development of the Imami Shi'i Doctrine of jihad. In: Zeitschrift der Deutschen Morgenländischen Gesellschaft, 126/1 (1976), S. 64–86 = BL, art. XV. Wiederabdruck in: Shiism, ed. Colin Turner and Paul Luft. Routledge, 2007.
- From Imāmiyya to Ithnā-ʿAshariyya. In:  Bulletin of the School of Oriental and African Studies, 39, 1976, S. 521–534. – Wiederabdruck in Abdullah Saeed (ed.): Islamic Political Thought and Governance. Critical Concepts in Political Science. 4 Bände. Routledge, London / New York 2011, Band I, S. 319–332.
- Jawami adab al-sufiyya wa-uyub al-nafs wa-mudawatuha by Abu Abd al-Rahman al-Sulami (d. 412 H). Edited with an introduction and indexes. 28 pp. (englisch) + 124 S. (arabisch). The Max Schloessinger Memorial Series, Texts 1, Jerusalem 1976. Reproduziert (mit persischer Übersetzung der Einführung). In: Nasrallah Purjawadi: Majmui'a-i Áthar-i Abu 'Abd al-Rahman Sulami, I, Markaz-i Nashr-i Danishgahi, Teheran 1990.
- Belief and Law in Imami Shi'ism. Variorum Reprints, Aldershot 1991 [=BL]. x + 352 S.
- A Medieval Muslim Scholar at Work: Ibn Tawus and His Library. Brill, Leiden 1992.  ix + 470 S. Persian translation (by Sayyid Ali Qarai and Rasul Ja'fariyan), Januar 1993. 771 S. Teilansicht (PDF)
- (Mit Mohammad Ali Amir-Moezzi): Revelation and Falsification: The / Kitab al-Qira'at/ of Ahmad b. Muhammad al-Sayyari. Kritische Ausgabe mit Einführung und Anmerkungen. Brill, Texts and Studies on the Qur'an, Leiden / Boston 2009. 363 S. (englisch) + 201 S. (arabisch) Teilansicht (PDF; 5,1 MB)
- Shi'ism. Band 33 von The Formation of the Classical Islamic World, General Editor: Lawrence I. Conrad. Aldershot 2003.
- (Mit Ella Landau-Tasseron und David Shulman): Classical and South Asian Islam: Essays in Honour of Yohanan Friedmann (Band 33 der Jerusalem Studies in Arabic and Islam, 2007).

## Festschrift
- Le shi'isme imamite quarante ans après: hommage à Etan Kohlberg. Herausgegeben von Mohammad Ali Amir-Moezzi, Meir M. Bar-Asher, Simon Hopkins. Bibliothèque de l’École des Hautes Études, Sciences Religieuses, Band. 137, Turnhout: Brepols, 2009, 438 S. (Der Band enthält englische und französische Artikel.) Digitalisat (PDF)